# Літературна норма
Літературна норма — це сукупність загальноприйнятих правил реалізації мовної системи, закріплених в процесі суспільної комунікації. Правила, якими користують мовці у писемному та усному мовленні. Літературна норма це головна ознака літературної мови і центральне поняття теорії культури мови.
Літературна норма характеризується правильністю. Правильність — один із важливих показників культури мовлення ділової людини, що залежить від дотримання мовних норм.
Саме унормованістю літературна мова протиставляється іншим різновидам національної мови: діалектам, жаргонам, просторіччю.
Кожну історичну добу діє своя норма, оцінювати її треба з погляду того часу, тих комунікативних потреб, які постають в суспільстві.

## Види літературних норм
- Орфоепічні норми – мовні норми, що регулюють правильну вимову звуків, звукосполучень.
- Акцентуаційні норми – мовні норми, що регулюють правильне наголошування слів.
- Лексичні норми – мовні норми, що встановлюють правила слововживання.
- Морфологічні норми – мовні норми, що передбачають правильне вживання граматичних форм слів: відмінкових закінчень, родів, чисел, ступенів порівняння і под.
- Словотвірні норми – це правила утворення слів за словотвірними моделями за допомогою морфем (суфіксів, префіксів, постфіксів) та словотворчих засобів (основоскладання).
- Синтаксичні норми – мовні норми, що регулюють правильну побудову словосполучень і речень, уживання прийменників тобто правильне поєднання слів за змістом у відповідних граматичних формах.
- Пунктуаційні норми – мовні норми, що регулюють вживання розділових знаків: крапки, знака питання, знака оклику, трьох крапок, коми, крапки з комою, двокрапки, тире, дужок, лапок, абзацу.
- Стилістичні – норми доцільного відбору мовних засобів залежно від ситуації спілкування.
- Мовленнєві норми – це сукупність найстійкіших традиційних реалізацій мовної системи, відібраних і закріплених у процесі суспільної комунікації.

## Рівні володіння літературними нормами
- Елітарний – неповне дотриманням норм, надмірне насичення мовлення книжними або розмовними словами.
- Напівлітературний  - усно-розмовна мова осіб, мало знайомих із літературними нормами внаслідок недостатньої освіченості.
- Літературно-розмовний - еталонний рівень (вільне володіння усіма можливостями мови, творче використання мови; суворе дотримання всіх норм, безумовна заборона грубих висловлювань).
- Фамільярно-розмовний - володіння нормами лише розмовного стилю, недостатня писемна грамотність.
- Просторічний - володіння нормами лише розмовного стилю, однак спостерігається стилістична зниженість й огрубленість мовлення, недостатня писемна грамотність.

## Кодифікація літературної норми
Кодифікація літературної норми — це офіційне визнання літературної норми, опис в граматиках, словниках, довідниках, що мають авторитет в суспільстві, встановлення і фіксація об'єктивної норми. Корелятивна пара «норма — кодифікація», як єдність, існує тільки в літературній мові. Літературна норма і її розвиток регулюється кодифікацією, нею зумовлена і перебуває під її сильним впливом. Кодифікація відкриває можливість забезпечити більшу стійкість норми, запобігти напівстихійним і начебто не контрольованим нею змінам.
Норма є категорією динамічною, а кодифікація, навпаки, статична, зберігає і фіксує літературну норму в даний момент, в момент, коли вона була створена, і протягом всього періоду своєї дії вона залишається незмінною. З моменту вироблення і введення в дію кодифікація виступає як стабілізатор і регулятор функціонування і розвитку літературної норми.
За критерії кодифікації норми правлять: 
1. мовна практика освічених носіїв літературної мови;
2. відповідність структурі мови;
3. збереження писемно-літературних традицій, які об’єднують комунікативну практику трьох поколінь носіїв мови.